# Rallybrudar
Rallybrudar är en svensk komedifilm från 2008 i regi av Lena Koppel.

## Handling
Rallybrudar utspelar sig i ett litet samhälle i Värmland under 1960-talet. Mitt i vardagsidyllen befinner sig Ulla, som arbetar som veterinärassistent i Torsby, men som drömmer om ett liv som rallyförare. Birgitta däremot gör allt för att slippa sin pappa som vill att hon ska ta över gården och gifta sig med en tråkmåns. Ulla och Birgitta ger sig in i en av de manligaste sysslorna – rally, där de tillsammans kan förverkliga sina drömmar. Detta har byns manliga invånare svårt att acceptera, vilket också gäller Ullas egen pojkvän Kenta, som jobbar som bilmekaniker.

## Om filmen
Rallybrudar har visats i SVT, bland annat i mars 2025.

## Rollista[2]
- Eva Röse – Ulla
- Marie Robertson – Birgitta
- Janne "Loffe" Carlsson – Redaktör Melin
- Claes Malmberg – Roffe
- Maria Lundqvist – Eivor
- Björn Bengtsson – Kenta
- Philip Panov – Jerry
- Per Graffman – Krook
- Walter Ferrero – Jean